# Nuoto ai campionati mondiali di nuoto 2023 - 200 metri rana maschili
La gara di nuoto dei 200 metri rana maschili dei campionati mondiali di nuoto 2023 è stata disputata il 27 e 28 luglio 2023 presso il Marine Messe Fukuoka di Fukuoka. Vi hanno preso parte 44 atleti provenienti da 40 nazioni.
La competizione è stata vinta dal nuotatore cinese Qin Haiyang, mentre l'argento e il bronzo sono andati rispettivamente all'australiano Zac Stubblety-Cook e allo statunitense Matt Fallon.

## Podio
| Posizione | Atleta             | Nazionalità |
| --------- | ------------------ | ----------- |
| Oro       | Qin Haiyang        | Cina        |
| Argento   | Zac Stubblety-Cook | Australia   |
| Bronzo    | Matt Fallon        | Stati Uniti |

## Programma
| Data           | Ora (UTC+9) | Turno      |
| -------------- | ----------- | ---------- |
| 27 luglio 2023 | 11:25       | Batterie   |
| 27 luglio 2023 | 20:43       | Semifinali |
| 28 luglio 2023 | 21:24       | Finale     |

## Record
Prima della competizione il record del mondo e il record dei campionati erano i seguenti:
| Record mondiale       | 2'05"95 | Zac Stubblety-Cook Australia | 19 maggio 2022 Adelaide, Australia    |
| Record dei campionati | 2'06"12 | Anton Čupkov Russia          | 26 luglio 2019 Gwangju, Corea del Sud |

Durante la competizione è stato battuto il seguente record:
| Data      | Evento | Atleta      | Nazione | Tempo   | Record          |
| --------- | ------ | ----------- | ------- | ------- | --------------- |
| 28 luglio | Finale | Qin Haiyang | Cina    | 2'05"48 | Record mondiale |

## Risultati

### Batterie
| Pos. | Batteria | Corsia | Atleta                | Nazionalità             | Tempo   | Note |
| ---- | -------- | ------ | --------------------- | ----------------------- | ------- | ---- |
| 1    | 5        | 4      | Zac Stubblety-Cook    | Australia               | 2'08"98 | Q    |
| 2    | 3        | 6      | Caspar Corbeau        | Paesi Bassi             | 2'09"29 | Q    |
| 3    | 5        | 5      | Matt Fallon           | Stati Uniti             | 2'09"32 | Q    |
| 4    | 3        | 2      | Aleksas Savickas      | Lituania                | 2'09"66 | Q    |
| 5    | 3        | 4      | Qin Haiyang           | Cina                    | 2'09"86 | Q    |
| 6    | 4        | 3      | Josh Matheny          | Stati Uniti             | 2'09"90 | Q    |
| 7    | 4        | 6      | Dong Zhihao           | Cina                    | 2'10"06 | Q    |
| 8    | 4        | 5      | Ippei Watanabe        | Giappone                | 2'10"11 | Q    |
| 9    | 5        | 6      | Anton McKee           | Islanda                 | 2'10"29 | Q    |
| 10   | 5        | 3      | Arno Kamminga         | Paesi Bassi             | 2'10"47 | Q    |
| 11   | 3        | 3      | Erik Persson          | Svezia                  | 2'10"51 | Q    |
| 11   | 5        | 7      | Antoine Marc          | Francia                 | 2'10"51 | Q    |
| 13   | 4        | 8      | Lyubomir Epitropov    | Bulgaria                | 2'10"76 | Q    |
| 14   | 5        | 2      | Matti Mattsson        | Finlandia               | 2'11"00 | Q    |
| 15   | 3        | 5      | Shoma Sato            | Giappone                | 2'11"03 | Q    |
| 16   | 4        | 9      | Maksym Ovchinnikov    | Ucraina                 | 2'11"71 | Q    |
| 17   | 4        | 7      | Dawid Wiekiera        | Polonia                 | 2'11"92 |      |
| 18   | 2        | 5      | Darragh Greene        | Irlanda                 | 2'12"21 |      |
| 19   | 3        | 1      | Christopher Rothbauer | Austria                 | 2'12"29 |      |
| 20   | 3        | 0      | Adam Chillingworth    | Hong Kong               | 2'12"30 |      |
| 21   | 2        | 2      | Ron Polonsky          | Israele                 | 2'12"34 |      |
| 22   | 4        | 2      | Miguel de Lara        | Messico                 | 2'12"40 |      |
| 23   | 5        | 1      | Gregory Butler        | Gran Bretagna           | 2'12"52 |      |
| 24   | 5        | 8      | Noah De Schryver      | Belgio                  | 2'12"63 |      |
| 25   | 5        | 9      | Berkay Ömer Öğretir   | Turchia                 | 2'12"65 |      |
| 26   | 3        | 7      | Cho Sung-jae          | Corea del Sud           | 2'12"77 |      |
| 27   | 5        | 0      | Amro Al-Wir           | Giordania               | 2'12"90 |      |
| 28   | 4        | 1      | Carles Coll Martí     | Spagna                  | 2'13"09 |      |
| 29   | 2        | 3      | Josh Gilbert          | Nuova Zelanda           | 2'13"59 |      |
| 30   | 4        | 0      | Brayden Taivassalo    | Canada                  | 2'13"81 |      |
| 31   | 3        | 9      | Maximillian Wei Ang   | Singapore               | 2'14"63 |      |
| 32   | 2        | 6      | Daniils Bobrovs       | Lettonia                | 2'15"95 |      |
| 33   | 2        | 7      | Tyler Christianson    | Panama                  | 2'17"43 |      |
| 34   | 2        | 4      | Phạm Thanh Bảo        | Vietnam                 | 2'17"89 |      |
| 35   | 2        | 9      | Liam Davis            | Zimbabwe                | 2'18"45 |      |
| 36   | 2        | 1      | Constantin Malachi    | Moldavia                | 2'18"87 |      |
| 37   | 2        | 8      | Julio Horrego         | Honduras                | 2'20"70 |      |
| 38   | 2        | 0      | Adriel Sanes          | Isole Vergini Americane | 2'22"20 |      |
| 39   | 1        | 3      | Luis Sebastian Weekes | Barbados                | 2'22"94 |      |
| 40   | 1        | 5      | Jonathan Chung Yee    | Mauritius               | 2'23"21 |      |
| 41   | 1        | 4      | Abdulaziz Al-Obaidly  | Qatar                   | 2'24"01 |      |
| 42   | 1        | 6      | Andrej Stojanovski    | Macedonia del Nord      | 2'25"40 |      |
| 43   | 1        | 2      | Bransly Dirksz        | Aruba                   | 2'28"73 |      |
|      | 3        | 8      | Denis Petrashov       | Kirghizistan            | dq      |      |
|      | 4        | 4      | Léon Marchand         | Francia                 | dns     |      |

### Semifinali
| Pos. | Semifinale | Corsia | Atleta             | Nazionalità | Tempo   | Note |
| ---- | ---------- | ------ | ------------------ | ----------- | ------- | ---- |
| 1    | 2          | 4      | Zac Stubblety-Cook | Australia   | 2'07"27 | Q    |
| 2    | 2          | 3      | Qin Haiyang        | Cina        | 2'07"70 | Q    |
| 3    | 2          | 5      | Matt Fallon        | Stati Uniti | 2'07"90 | Q    |
| 4    | 2          | 6      | Dong Zhihao        | Cina        | 2'08"47 | Q,   |
| 5    | 1          | 4      | Caspar Corbeau     | Paesi Bassi | 2'08"49 | Q    |
| 6    | 1          | 3      | Josh Matheny       | Stati Uniti | 2'09"04 | Q    |
| 7    | 2          | 2      | Anton McKee        | Islanda     | 2'09"19 | Q    |
| 8    | 1          | 6      | Ippei Watanabe     | Giappone    | 2'09"50 | Q    |
| 9    | 2          | 7      | Erik Persson       | Svezia      | 2'09"87 |      |
| 10   | 1          | 1      | Matti Mattsson     | Finlandia   | 2'09"93 |      |
| 11   | 1          | 7      | Aleksas Savickas   | Lituania    | 2'10"16 |      |
| 12   | 1          | 2      | Arno Kamminga      | Paesi Bassi | 2'10"57 |      |
| 13   | 1          | 7      | Antoine Marc       | Francia     | 2'10"66 |      |
| 14   | 2          | 8      | Shoma Sato         | Giappone    | 2'10"72 |      |
| 15   | 2          | 1      | Lyubomir Epitropov | Bulgaria    | 2'11"28 |      |
| 16   | 1          | 8      | Maksym Ovchinnikov | Ucraina     | 2'11"95 |      |

### Finale
| Pos.    | Corsia | Atleta             | Nazionalità | Tempo   | Note |
| ------- | ------ | ------------------ | ----------- | ------- | ---- |
| Oro     | 5      | Qin Haiyang        | Cina        | 2'05"48 |      |
| Argento | 4      | Zac Stubblety-Cook | Australia   | 2'06"40 |      |
| Bronzo  | 3      | Matt Fallon        | Stati Uniti | 2'07"74 |      |
| 4       | 6      | Dong Zhihao        | Cina        | 2'08"04 |      |
| 5       | 2      | Caspar Corbeau     | Paesi Bassi | 2'08"42 |      |
| 6       | 8      | Ippei Watanabe     | Giappone    | 2'08"78 |      |
| 7       | 1      | Anton McKee        | Islanda     | 2'09"50 |      |
| 8       | 7      | Josh Matheny       | Stati Uniti | 2'10"41 |      |